# Beanie Sigel
Beanie Sigel (* 6. März 1974 in Philadelphia, Pennsylvania; bürgerlich Dwight E. Grant) ist ein US-amerikanischer Rapper.

## Biografie
Beanie Sigel begann seine Karriere mit einem Auftritt auf einem Mixtape von DJ Clue. Daraufhin folgten schnell Gastauftritte auf Jay-Zs Album Vol. 2: Hard Knock Life und ein Vertrag als Solokünstler bei Roc-A-Fella Records. Im Jahr 2000 veröffentlichte er sein Debüt The Truth, das Gastauftritte von Jay-Z, Memphis Bleek, Eve und Scarface, sowie Produktionen von Swizz Beatz bot. Es war erfolgreich und wurde mit der goldenen Schallplatte der RIAA ausgezeichnet. Sigel hatte im selben Jahr eine Rolle im von Damon Dash produzierten Dokumentarfilm Backstage. Das zweite Album The Reason folgte bereits im nächsten Jahr, angekündigt von der Single Beanie (Mack Bitch). Diese verfehlte zwar den Eintritt in die Top 100 der US-amerikanischen Billboard-Charts, war aber dennoch im R&B/Hip-Hop-Bereich erfolgreich. Dessen ungeachtet verkaufte sich The Reason etwas schlechter als der Vorgänger. 2002 folgte mit State Property seine erste Hauptrolle. Er spielte im Film zusammen mit Rappern wie Jay-Z und Memphis Bleek. Er benannte seine eigene Kleidermarke nach dem Film, die für Kleidung mit versteckten Taschen und Pistolenhalftern warb.
2003 wurde er mehrfach verhaftet. Zunächst, weil er bei einer Verfolgungsjagd der Polizei angeblich eine geladene Handfeuerwaffe zog und danach vorsätzlich einen Mann in den Bauch geschossen haben soll. Dieser zweite Vorfall, vor Gericht als versuchter Mord verhandelt, wurde dort zunächst eingestellt, später jedoch wieder verhandelt. Er bekannte sich zum ersten Vorfall schuldig und wurde zu einem Jahr Haft verurteilt. Während seiner Haft stellte er sein Album, The B. Coming im Jahr 2005 fertig. Bereits Ende des Jahres wurde er entlassen und begann, an einem weiteren Album zu arbeiten. Zuerst war jedoch seine Labelsituation auf Grund des Streits zwischen Jay-Z und Damon Dash unklar, sodass The Solution erst im Dezember 2007 erschien – weiterhin auf Jay-Zs Roc-A-Fella Records.
Nachdem er sich sowohl von Roc-A-Fella Records als auch von Def Jam Records trennte, veröffentlichte Sigel 2009 sein fünftes Album, The Broad Street Bully über das Label Siccness. Bereits ein Jahr später sollte ein neues Album erscheinen, welches den Titel The Closure tragen sollte. Dieser Titel sowie die Produktion des Albums wurde jedoch von Sigel wieder zurückgenommen. Am 31. März 2012 schloss er einen neuen Deal mit EMI und kündigte ein Kollabo-Album mit Scarface an.
Aufgrund von hohen Steuerschulden, welche Sigel in den Jahren 1999 bis 2005 anhäufte, wurde er im Juli 2012 zu zwei Jahren Haft verurteilt. Er trat seine Haftstrafe im September 2012 an.

## Diskografie

### Alben
- 2000: The Truth
- 2001: The Reason
- 2005: The B.Coming
- 2007: The Solution
- 2009: The Broad Street Bully
- 2012: This time

### Kollaboalben
- 2002: State Property OST (mit State Property)
- 2003: The Chain Gang Vol. 2 (mit State Property)
- 2010: The Roc Boys (mit Freeway)

### Mixtapes
- 2004: Public Enemy #1
- 2006: Still Public Enemy #1
- 2009: The Bully Is Back
- 2009: The Bully Is Back 2
- 2009: The Official Beanie Sigel Mixtape

### Singles
- 2000: The Truth
- 2000: Remember Them Days (feat. Eve)
- 2001: Change the Game (feat. Jay-Z & Memphis Bleek)
- 2001: Beanie (Mack Bitch)
- 2001: Think It’s a Game (feat. Jay-Z, Freeway & Lil Chris)
- 2002: Roc the Mic (mit Freeway)
- 2004: Gotta Have It
- 2005: Don’t Stop (feat. Snoop Dogg)
- 2005: Feel It in the Air (feat. Melissa)
- 2007: All the Above (feat. R. Kelly)
- 2010: I Go Off (feat. 50 Cent)

### Gastbeiträge
- 2000: Do It Again (Put Ya Hands Up) (Jay-Z feat. Beanie Sigel & Amil)
- 2002: Guess Who’s Back (Scarface feat. Jay-Z & Beanie Sigel)
- 2003: What We Do (Freeway feat. Jay-Z & Beanie Sigel)
- 2011: Heavy Artillery (The Game feat. Rick Ross & Beanie Sigel)

## Filmografie
- 2000: Backstage
- 2002: State Property
- 2002: Brown Sugar
- 2002: Paper Soldiers
- 2003: Death of a Dynasty
- 2004: Fade To Black
- 2005: State Property 2
- 2007: Beef IV
- 2011: Rhyme and Punishment